# Nematopodius unicolor
Nematopodius unicolor är en stekelart som först beskrevs av Joseph Augustine Cushman 1932.  Nematopodius unicolor ingår i släktet Nematopodius och familjen brokparasitsteklar. Inga underarter finns listade i Catalogue of Life.